# 壽美菜子
壽美菜子（日语：／ Kotobuki Minako，1991年9月17日—）是日本女性聲優、歌手、演員。從屬Music Ray'n。兵庫縣出身。身高159公分。

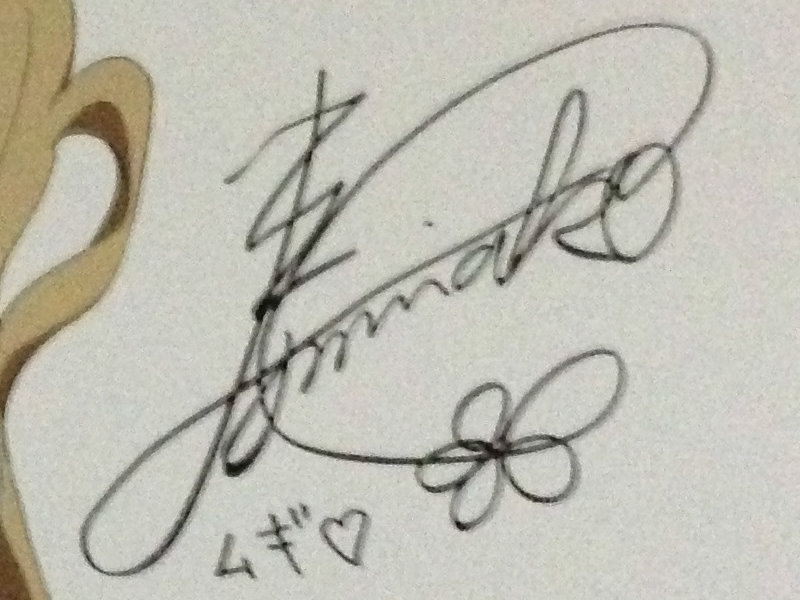
壽美菜子的簽名

## 概要

### 經歷
- 2005年開始以出生地區─近畿地方為中心在電影或廣告等演出，而在2005年邁向2006年之際參加「Music Ray'n 超級聲優選拔會」合格後，也開始聲優的活動。
- 2009年3月為止都還就讀兵庫縣內的高中，常常為了東京的工作從老家通勤到東京；2009年4月上京並轉學到東京的高中，邊住在熟人家裡邊正式開始了在東京的活動。
- 2009年2月15日在事務所舉辦的「Music Ray'n girls 春之巧克力祭典」中，和同事務所的高垣彩陽、戶松遥、豐崎愛生一起組成聲優團體「sphere」。
- 2010年3月6日獲得第4回聲優獎，是日本電視動畫『K-ON!』劇中結成團體"放學後Tea Time"與豐崎愛生、日笠陽子、佐藤聰美、竹達彩奈得到歌唱賞。
- 2020年開始前往英國留學1年[2]。
- 2023年7月24日在個人部落格中報告自己結婚的消息。[3]

### 人物
- 雖然在sphere的成員中為最年少，但是常常被說是最可靠的人。
- 自稱是阪神虎迷。
- 公開表示喜歡吃意大利麵等麵類，會到神社許願在見面會等活動之前到結束的固定期限內都不吃麵類。
- 歌唱力和舞蹈受到一定的評價。特別是舞蹈，在sphere中會最早記住歌曲的舞蹈動作，並且指導其他的成員。
- 母親是鋼琴教師，受到其影響而會彈鋼琴，這點跟『K-ON』的琴吹紬一樣。
- 是左撇子。在事務所官方網站中的My room裡的照片可以確認到她是用左手拿筆的。
- 姓氏「壽」與動畫『K-ON』所負責配音的角色「琴吹 紬」的姓氏「琴吹」日本發音一樣（同為Kotobuki），在官方發售的設定集中被劇組人員稱為『命運的牽絆』。

## 演出作品
※粗體字表示說明飾演的主要角色。

### 電視動畫
2006年
- 血色花園（學生C）

2007年
- 校園烏托邦 學美向前衝！（學生）
- 小女神花鈴（和音—B、女子、5歳的霧火）
- 南家三姊妹（女學生B）
- ゆめだまや奇談（知惠）

2008年
- 狂亂家族日記（山口聖）
- 泰坦尼亞（民眾）
- 鐵腕女警 DECODE（北村可奈繪）

2009年
- 鐵腕女警 DECODE（北村可奈繪）
- 初戀限定。（土橋理香）
- 簡單易懂的現代魔法（坂崎嘉穗）
- K-ON!（琴吹紬）
- 地獄少女 三鼎（志村要）
- 海物語（宮守夏音）
- 天降之物（鳳凰院月乃）
- 豹頭王傳說（アルミナ）
-瑪莉亞的凝望 第4季（教師）
- 仰望天空的少女瞳中的世界（委員女、委員）
- 浪漫追星社（エミリ、的場洋子、文藝社員）
- 科學超電磁砲（婚后光子）
- 碧陽學園學生會議事錄（女學生）

2010年
- 青春CUP（神宮寺彌子）
- K-ON!!（琴吹紬）
- 嬌蠻貓娘大橫行（幼年巧）
- 最後大魔王（アルヌール）
- 百花繚亂 SAMURAI GIRLS（德川千〈千姬〉）
- 變身！公主偶像（岡本天子）
- 玩伴貓耳娘（巧加）
- 大神與七位夥伴（根角忠太郎、親衛隊A）
- 魔法禁書目錄II（婚后光子）
- 夢色蛋糕師SP Professional（ドミニク）
- 半妖少女綺麗譚（橙橙）

2011年
- TIGER & BUNNY（藍玫瑰／卡玲娜·萊爾）
- DOG DAYS（貝爾·法布林塔）
- A頻道（由宇子）
- 迷糊軟網社（獅堂岬）
- 花開物語（水野枝莉）
- 魔乳秘劍帖（魔乳千房）
- 蘿球社！（竹中夏陽）
- 境界線上的地平線（立花·誾）
- 惡魔奶爸（幽爾德）
- 幸福光暈（三次千尋）
- 罪惡王冠（草間花音）
- UN-GO（伊澤紗代）
- 47都道府犬（兵庫犬）

2012年
- 夏色奇蹟（逢澤夏海）
- 惡魔奶爸（幽爾德、梅宮薫）
- 機動戰士鋼彈AGE（芙拉姆·拿拉）
- 境界線上的地平線II（立花·誾）
- 最強會長黑神（鍋島貓美）
  - 最強會長黑神 異常（鍋島貓美）
- 只要妳說妳愛我（北川惠）
- DOG DAYS'（貝爾·法布林塔）
- TARI TARI（水野葉子）
- Aikatsu！偶像活動！（神崎美月）
- SKET DANCE（秋奈）
- 冰菓（邊見〈漫研部員〉）
- 夏雪密會（時代劇少女）
- 神奇寶貝超級願望（史黛拉）
- 閃電十一人GO 時空之石（聖女·貞德）

2013年
- 心跳！光之美少女（菱川六花／鑽石天使）
- 百花繚亂 SAMURAI BRIDE（德川千〈千姬〉）
- 革命機Valvrave（二宮高日）
  - 革命機Valvrave 第2季（二宮高日）
- 科學超電磁砲S（婚后光子）
- 果然我的青春戀愛喜劇搞錯了。（相模南）
- 幸福光暈 ～More Aggressive～（三次千尋）
- 蘿球社！SS（竹中夏陽）
- 當不成勇者的我，只好認真找工作了。（壽美菜子）

2014年
- 咲-Saki- 全國篇（末原恭子）
- GO！GO！575（與謝野柚子[4]）
- 世界征服 謀略之星（白鷺美酒、廣播）
- 神奇寶貝XY（艾莉）
- 魔神之骨（龍神智子）
- Baby Steps ~網球優等生~（鷹崎奈津）
- 火星異種「阿聶克斯一號篇」（蘿莎·崔普利斯）
- GUNDAM G之復國運動（諾蕾德·娜格）
- （神樂坂砂夜）
- 七大罪（薇薇安）

2015年
- 東京喰種√A（憂那）
- DOG DAYS''（貝爾·法布林塔）
- 四月是你的謊言（泉）
- Baby Steps ~網球優等生~ 2（鷹崎奈津）
- 吹響吧！上低音號（田中明日香）
- Punch Line（曳尾谷愛）
- 赤髮白雪姬（女優）
- 新雷鳥神機隊 （塔努莎「凱優」·奇拉諾）

2016年
- Concrete Revolutio～超人幻想～ THE LAST SONG（若村夕子）
- 烙印勇士（里基特）
- 時間旅行少女～真理、和花與8名科學家～（水城和花）
- 聖潔天使（蒼月紗夜）
- 七大罪 聖戰的預兆（薇薇安）
- 吹響吧！上低音號 2（田中明日香）

2017年
- 不正經的魔術講師與禁忌教典（塞拉·希爾瓦斯）
- Re:CREATORS（駿河駿馬）
- 名侦探柯南（池口荣子）
- 戰姬絕唱SYMPHOGEAR AXZ（聖日耳曼）
- 舞動青春（本鄉千鶴）
- 帶著智慧型手機闖蕩異世界。（巴比倫·蕾吉娜博士）

2018年
- 按鍵發明 PIKACHIN-KIT（ギバさん）
- 庫洛魔法使：透明牌篇（小桃（モモ））
- 終將成為妳（七海燈子[5]）
- 七大罪 戒律的復活（薇薇安）

2019年
- Fairy Gone（"スウィーティー"ビター・スウィート）
- 七大罪 眾神的逆麟（薇薇安）

2020年
- 科學超電磁炮T（婚后光子)
- 籃球少年王（月島京子）

2021年
- IDOLY PRIDE（小美山愛）
- 七大罪 憤怒的審判（薇薇安）

2022年
- 名偵探柯南（勝又水菜）
- Love All Play（水嶋里佳[6]）
- 群青的開幕曲（樫野未來[7]）
- 聖劍傳說 Legend of Mana -The Teardrop Crystal-（珊卓[8]）
- POP TEAM EPIC（第2期）（PIPI美〈第11話A段〉）

2023年
- 躍動青春（西城梨梨華）

2024年
- 神之塔（第2期）（昆·蘭[9]）

### 特攝
2016年
- 動物戰隊獸王者（娜莉亞 Naria（ナリア））

### OVA
2009年
- 草莓棉花糖 encore（小孩）
- 限定少女。（土橋理香）

2010年
- 科學超電磁砲OVA（婚后光子）
- 劍與魔法與學園。2（ティラミス）

2011年
- 戀愛☆遷都（都都）

2012年
- A頻道 +smile（由宇子）
- 夏色奇蹟 第15次暑假（逢澤夏海）

2017年
- 文豪Stray Dogs 第2期（幸田文） ※漫畫第13卷限定版附贈
- A頻道 +smile（由宇子）

2018年
- 牽牛花與加瀨同學（井上）

### 動畫電影
2010年
- REDLINE（姬）

2011年
- 電影 K-ON!（琴吹紬）
- 神奇寶貝劇場版：比克提尼與黑英雄 捷克羅姆/白英雄 雷希拉姆（小約克）
- 劇場版 天降之物 計時的悲傷女神（鳳凰院月乃）
- 永久之久遠（Delta〈飛鳥ひずる〉）

2012年
- 劇場版 TIGER & BUNNY -The Beginning-（藍玫瑰／卡莉娜·萊爾）
- 伏 鐵砲娘的捕物帳（濱路）
- 電影 烙印勇士 黃金時代篇（里基特）
  - 烙印勇士 黃金時代篇I 霸王之卵
  - 烙印勇士 黃金時代篇II 多爾多雷攻略戰
- 怪誕校園之夜（睦子）

2013年
- 電影 光之美少女 All Stars New Stage2 心之朋友（菱川六花／鑽石天使）
- 電影 烙印勇士 黃金時代篇（里基特）
  - 烙印勇士 黃金時代篇III 降臨
- 劇場版 魔法禁書目錄 -安迪米昂的奇蹟-（婚后光子）
- 龍-RYO-（黑）
- 電影 心跳！光之美少女 小愛結婚了！！？連結未來的希望禮服！（菱川六花／鑽石天使）

2014年
- 電影 光之美少女 All Stars New Stage3 永遠的朋友（菱川六花／鑽石天使）

2016年
- 吹響吧！上低音號～歡迎加入北宇治高中管樂團～(田中明日香)

2017年
- 宣告黎明的露之歌（遊步[10]）
- 吹響吧！上低音號2～想要傳達的旋律～(田中明日香)

2018年
- 詩季織織「小小時裝秀」（依琳）

2019
- 吹響吧！上低音號 ~誓言的終章~(田中明日香)
- 紫羅蘭永恆花園 外傳 -永遠與自動手記人偶- （イザベラ・ヨーク）
- Hello World（徐依依）

2020
- 想哭的我戴上了貓的面具(深瀨賴子)

2023年
- 北極百貨的秋乃小姐（海貂女兒[11]）

2024年
- 我的英雄學院劇場版：YOU'RE NEXT（黛波拉·戈里尼[12]）
- 你的顏色（八鹿スミカ[13]）

### 網路動畫
2016年
- 女友伴身邊（♪）（神樂坂砂夜）

2023年
- 帕底亞的課後時光（艾力奇斯[14]）

### 游戏
- 最终幻想XIII（莎拉·法隆）
- スズノネセブン!（生野真夜）
- 皇家新娘（朝倉美彌子）
- 最终幻想XIII-2（莎拉·法隆）
- 境界線上的地平線 Portable（立花·誾）
- 最终幻想世界（莎拉·法隆）※资料片Maxima追加角色
- K-ON!放學後LIVE!!（琴吹紬）

2023年
- 無期迷途（优利卡）

### 網路遊戲
- 星鑚物語（コッコ、ケッケ）
- 桃色大戰（莉莉艾杜露）
- TIGER＆BUNNY on air jack！（蔚藍玫瑰）
- 女友伴身邊（神樂坂砂夜）
- 閃耀幻想曲（西由宇子、琴吹紬）

### 廣播
- SunSet Swishの今夜もマイペース（旁白）（FM OSAKA）
- らじおん!（TBS K-ON!公式サイト：2009年2月9日 - 9月25日）
- Webラジオ Pl@net Sphere（ランティスウェブラジオ：2009年3月4日 - ）
- スフィアのととモノらじお（文化放送、超!A&G+他『A&G 超RADIO SHOW〜アニスパ!〜』内：2009年5月23日 - 2009年7月18日）
- うみものらじお〜あいしてる!〜（ランティスウェブラジオ、音泉：2009年6月12日 - 2009年12月25日）
- 青春CUP!! 下着同好會放送室（音泉：2010年2月2日 - 2010年3月16日）※擔任全8回中前半4回主持人
- 劍與魔法與學園。2 Presents スフィアと鷲崎と60分モノ（超!A&G+：2009年6月27日）

### RADIO DRAMA
- 噂屋 〜フラワーテイル〜（海野夜顏）（2006年 - 2007年 ニッポン放送「有楽町アニメタウン」内）
- VOMIC 爆漫王。（亞豆美保）
- VOMIC 手與口（花村里江）

### 廣播劇CD
- 狂亂家族日記（山口聖）
- 初恋限定（土橋理香）
- 神的記事本（愛麗絲）
  - 神的記事本 華麗詐欺師的末路
  - 神的記事本 歌姫の危険なアングル
- 魂姬（六道寺天音）
- 加油啊！別消失了！！色素簿子小姐（小泉雲子）
- 青春CUP（神宮寺彌子）
- 神的樂園（イリス）
- DOG DAYS 廣播劇BOX vol.1（貝爾·法布林塔）
- 夏色奇蹟 原創CD廣播劇 〜ドリームアワー・in・紗希's room〜（逢澤夏海）
- 戀愛遺傳子XX（七帆祭）

### 電視劇
電視連續劇
- 新・京都迷宮案内（2005年 朝日電視台）

綜藝節目
- ドーリィ☆バラエティ HYPER ViSUADOLL MOVIE（小花萌黄、旁白、顔出しなど）（tvk、BIGLOBEストリーム：2008年10月2日 - 2009年3月26日）
- あにてれ Presents Anisong PLUS+（東京電視台、來賓身份出場）
- Run Run LAN!（埼玉電視台、來賓身份出場）

### 紀錄片
- うたたね♪（TOKYO MX：2009年9月12日、特集特別來賓）

### 電影
2005年
- 火火（神山久美子／少女時代）

2006年
- GHOST OF YESTERDAY（文子）
- 幸福的開關（瞳／少女時代）
- HINAMI[永久]（ミナ、サツキ）

2007年
- Crows Zero

2008年
- blue bird（基奇）
- －×－（負數・乘・負數）（藤本凜）

2013年
- schoolgirl complex -廣播社篇-（本西郁美）

2014年
- 魔女宅急便（吉吉的聲音）
- 小野寺的弟弟、小野寺的姐姐（齋藤亞沙子）

### CM
2005年
- おけいはん（宇治川茶子） - 京阪電氣鐵道

2011年
- ペプシネックス（ブルーローズ） - 三得利

### 其他
- SunSet Swish8thシングル「PASSION」ジャケット写真
- けいおん!デスクトップアクセサリー（琴吹紬）

## 音樂作品
※以聲優團體發行的作品，詳見sphere項目。

### 單曲
|            | 發售日         | 名稱            | 規格編號    | 規格編號 | 最高位 |
| 初回限定盤 | 發售日         | 名稱            | 通常盤      |          | 最高位 |
| ---------- | -------------- | --------------- | ----------- | -------- | ------ |
| 1st        | 2010年9月15日  | Shiny＋         | SMCL-207/8  | SMCL-209 | 13位   |
| 2nd        | 2010年11月24日 | Startline       | SMCL-229/30 | SMCL-231 | 17位   |
| 3rd        | 2011年9月14日  | Dear my…        | SMCL-247/8  | SMCL-249 | 11位   |
| 4th        | 2012年4月11日  |                 | SMCL-260/1  | SMCL-262 | 14位   |
| 5th        | 2013年6月19日  |                 | SMCL-297/8  | SMCL-299 | 17位   |
| 6th        | 2013年11月20日 | pretty fever    | SMCL-313/14 | SMCL-315 | 24位   |
| 7th        | 2014年4月16日  | Believe X       | SMCL-331/2  | SMCL-333 | 18位   |
| 8th        | 2015年4月8日   | black hole      | SMCL-378/9  | SMCL-380 | 15位   |
| 9th        | 2015年9月16日  | Candy Color Pop | SMCL-400/1  | SMCL-402 | 21位   |
| 10th       | 2016年3月2日   | Bye Bye Blue    | SMCL-418/9  | SMCL-420 | 23位   |
| 11th       | 2016年12月7日  |                 | SMCL-460/1  | SMCL-462 | 35位   |
| 12th       | 2019年1月9日   | save my world   | SMCL-574/5  | SMCL-576 | 13位   |

### 專輯
|            | 發售日        | 名稱      | 規格編號   | 規格編號 | 最高位 |
| 初回限定盤 | 發售日        | 名稱      | 通常盤     |          | 最高位 |
| ---------- | ------------- | --------- | ---------- | -------- | ------ |
| 1st        | 2012年9月12日 | My stride | SMCL-278/9 | SMCL-280 | 8位    |
| 2nd        | 2014年9月17日 | Tick      | SMCL-350/1 | SMCL-352 | 19位   |
| 3rd        | 2018年1月17日 | emotion   | SMCL-524/5 | SMCL-526 | 18位   |

### 影像作品
|         | 發售日        | 名稱                                      | 規格編號 | 規格編號   |
| Blu-ray | 發售日        | 名稱                                      | DVD      |            |
| ------- | ------------- | ----------------------------------------- | -------- | ---------- |
| 1st     | 2013年6月19日 | 壽美菜子 First Live Tour 2012“Our stride” | SMXL-4   | SMBL-105/6 |

### 商業搭配
| 樂曲         | 商業搭配               | 時期   |
| ------------ | ---------------------- | ------ |
| Startline    | OVA『戀愛☆遷都』片尾曲 | 2010年 |
| metamorphose | OVA『戀愛☆遷都』片頭曲 | 2010年 |

### 角色歌
- K-ON!系列（琴吹紬）
  - Cagayake!GIRLS／櫻高輕音部（2009年4月22日 『K-ON!』主題曲）
  - Don't say "lazy"／櫻高輕音部（2009年4月22日 『K-ON!』片尾曲）
  - 輕飄飄時間／櫻高輕音部（2009年5月20日 『K-ON!』劇中歌）
  - 放學後TEA TIME ／櫻高輕音部（2009年7月22日 『K-ON!』劇中歌）
  - 「K-ON!」印象歌曲# 琴吹紬（2009年8月26日）
  - K-ON! Official Band Score集!!/放學後TEA TIME（2009年9月2日 『K-ON!』劇中歌）
  - GO! GO! MANIAC/放學後TEA TIME（2010年4月28日 動畫『K-ON!!』主題曲）
  - Listen!!/放學後TEA TIME（2010年4月28日 動畫『K-ON!!』片尾曲）
  - ぴゅあぴゅあはーと/放學後TEA TIME（2010年6月2日 動畫『K-ON!!』劇中歌）
  - Utauyo!! MIRACLE/放學後TEA TIME（2010年8月4日 動畫『K-ON!!』後期主題曲）
  - NO,Thank You!/放學後TEA TIME（2010年8月4日 動畫『K-ON!!』後期片尾曲）
  - ごはんはおかず/U&I/放學後TEA TIME（2010年9月8日 動畫『K-ON!!』劇中歌）
  - 放學後TEA TIME II（2010年10月27日 動畫『K-ON!!』劇中歌）
  - 「K-ON!!」角色歌 琴吹紬（2010年11月17日）
- 初戀限定。 Character File Vol.1 光之影（光の影）（2009年5月27日）
- （2009年8月5日 『海物語~有你陪伴~』片頭曲）
- 簡單易懂的現代魔法SPECIAL CODE ALBUM 「Automatic analyzer」（2009年9月30日）
- 青春CUP系列（神宮寺彌子） 
  - Choose Bright!!（2010年2月10日 『青春CUP!!』片頭曲）
  - Shy Girls（2010年2月10日 『青春CUP!!』片尾曲）
  - 青春CUP!!角色歌神宮寺彌子（2010年3月10日）
- 百花繚亂 SAMURAI GIRLS系列（德川千） 
  - 恋にせっせ通りゃんせ（2010年11月10日 動畫『百花繚亂 SAMURAI GIRLS』片尾曲）
  - 百花繚亂 SAMURAI GIRLS 角色歌（2010年12月8日）

## 外部連結
- 寿 美菜子 Official Website （页面存档备份，存于）（日語）
- 经纪公司下属网页 （页面存档备份，存于）（日語）
  - http://www.musicrayn.com/kotobuki/kotobuki_myroom.html （页面存档备份，存于）（日語）
- http://ameblo.jp/kotobukiminako-blog/ （页面存档备份，存于）（日語）